# Acartia longiremis
Acartia (Acartiura) longiremis
Espèce
Acartia longiremis ou Acartia (Acartiura) longiremis est une espèce de copépodes marins de la famille des Acartiidae.

## Description
Les femelles de l'espèce A. longiremis mesurent entre 0,98 mm et 1,25 mm tandis que les mâles sont plus petits avec une taille comprise entre 0,90 mm et 1,00 mm.
L'espèce Acartia longiremis est présente dans des eaux de différentes salinités allant de 6,72 ⁄1 000 dans la Baltique à 35,32 ⁄1 000 dans la Manche. Elle est présente dans des eaux à des températures de 0,3 °C à 16 °C.
C'est une espèce néritique et planctonique qui se capture peu à une profondeur de 0 à50 m.
La reproduction semble se produire à des températures d'environ 10 à 12 °C et principalement entre les mois de mars et de septembre en ce qui concerne la zone géographique norvégienne. 

## Répartition
Cette espèce est présente depuis le bassin polaire au nord (de l'Europe au Canada) et jusqu'à la baie de Chesapeake au sud. On la retrouve aussi dans la méditerranée jusque dans le golfe de Suez et la Mer Rouge,. Elle est présente aussi dans l'Océan Pacifique que ce soit aux Philippines, au Japon, en Mer de Chine, dans la Mer de Bering, en Alaska, à Hawaï et jusqu'en Colombie britannique, aux îles Galapagos et au Chili.

## Taxonomie
Le nom valide complet (avec auteur) de ce taxon est Acartia (Acartiura) longiremis (Lilljeborg, 1853). Elle a été décrite initialement sous le protonyme de Dias longiremis par Lilljeborg, et placée dans le genre Acartia par Giesbrecht en 1892,.
En 1881, il a été proposé de diviser cette espèce en trois nouvelles espèces : Acartia longiremis (stricto sensu), Acartia biflosus et Acartia discaudatus.

### Synonymie
Acartia (Acartiura) longiremis a pour synonymes :
- Dias longiremis spinifer Krichagin, 1873
- Acartia longiremis (Lilljeborg, 1853)
- Calanus euchaeta Lubbock, 1857
- Dias longiremis Lilljeborg, 1853